# Leiomyosarkom
Leiomyosarkom är ett slags cancer av typen sarkom i glatt muskulatur vars tumörer bildas av spindelceller. Leiomyosarkom uppkommer vanligen i livmodern eller i mag- och tarmkanalen, där det är den vanligaste sarkomen. De drabbade är vanligen över 60 år. Leiomyosarkom är en mycket aggressiv form av cancer. Den ofarliga (benigna) formen kallas leiomyom.
Leiomyosarkom indelas i tre grupper efter dess anatomiska läge: leiomyosarkom i somatiska mjukdelar (i inälvor), kutan leiomyosarkom (i huden), och vaskulär leiomyosarkom (i blodkärlen). Ett slags leiomyosarkom kan uppkomma i benvävnad, men är mycket ovanlig. Ytterligare en ovanlig variant drabbar framför allt immunsystemet. Den första av typerna, leiomyosarkom i somatiska mjukdelar, innefattar bland annat intestinal leiomysarkom (i mag- och tarmkanalen) och ett slags livmodercancer (uterin leiomyosarkom). Mycket undantagsvis kan leiomyosarkom uppkomma i prostata, vilket är en mycket ovanlig form av prostatacancer.
Det är dubbelt så vanligt att kvinnor drabbas av leiomyosarkom än män, och drabbade är företrädesvis personer äldre än 50 år (dock kan den uppstå i alla åldrar). Omkring 50 % av alla fall av leiomyosarkom uppstår bakom bukhinnan (retroperitonealt). Oavsett var den bryter ut, sprider den sig (metastaserar) vanligen via blodomloppet, undantagsvis via lymfsystemet. Metastaserna kan därmed uppkomma tämligen avlägset från ursprungstumören, och då i vilken mjukdelsvävnad som helst.
Omkring 95 % av alla fall av livmodercancer är cancer av typen carcinom, ett annat slags cancer. Ungefär 2 % av samtliga fall av livmodercancer är leiomyosarkom (uterin leiomyosarkom). Uterin leimyosarkom uppkommer i myometrium, det vill säga i livmoderns glatta muskulatur.
Symtomen på leiomyosarkom är lokal smärta, som regel magsmärta. Vid livmodercancer förekommer olaga blödningar och flytningar.